# Assyrer
Die Assyrer (assyrisch Assūrāju) waren ein Volk, das im Altertum im mittleren und nördlichen Mesopotamien (dem heutigen Irak und dem Südosten der Türkei) lebte. Sie sind seit dem 2. Jahrtausend v. Chr. am mittleren Tigris archäologisch nachgewiesen.

## Hintergrund
Mehrfach schwangen sich die Assyrer zur Vorherrschaft über Nordmesopotamien und Nordsyrien auf. Sie konnten auch Babylon erobern. Die Assyrer zeichneten sich durch kriegerische Aktivität aus, vollbrachten aber auch hohe kulturelle Leistungen. Die Kultur Assyriens war wie die der Akkader sumerisch beeinflusst, jedoch lassen sich auch Einflüsse der Hurriter, Hethiter sowie der Iranier feststellen. Ihr Hauptgott war Aššur, der Schutzgott der gleichnamigen Hauptstadt.
Die Assyrische Sprache ist neben dem Babylonischen einer der beiden Hauptdialekte des Akkadischen, einer semitischen Sprache.
Im 8. Jahrhundert v. Chr. stieg das Neuassyrische Reich zum Großreich auf und beherrschte teilweise auch Babylonien und Ägypten. In neuassyrischer Zeit lassen sich auch kulturelle Einflüsse der Aramäer, Babylonier und der Iranier feststellen. Ihre Könige trugen unter anderem den Titel „König von Sumer und Akkad“. Außerhalb ihres Kernlands am mittleren Tigris bildeten die Assyrer in ihrem Reich zu vielen Zeiten die Oberschicht aus Verwaltungsbeamten und Militärs.
Einer ihrer hartnäckigsten Feinde war das Reich von Mittani, das Assyrien zeitweise beherrschte, und später Urartu, das Assyrien beinahe zum Zusammenbruch brachte. Das assyrische Reich wurde von den Medern und Babyloniern zerschlagen, die 612 v. Chr. die Hauptstadt Ninive zerstörten. Die Strukturen des assyrischen Reiches lebten zum Teil noch bis ins 6. Jahrhundert v. Chr. weiter, der assyrische Dialekt des Akkadischen wurde gar noch bis in das dritte Jahrhundert genutzt.
Die Assyrer hatten eine polytheistische Religion, die in vielen Aspekten durch ihre mesopotamischen, syrischen und anatolischen Nachbarn beeinflusst wurde. Ihr Nationalgott war Aššur, was auch der Name einer ihrer Hauptstädte war. Sie zeichnete sich wie viele antike Religionen durch den Glauben an viele verschiedene Götter und Geistwesen, aber auch durch Ahnenkult aus.